# Sueña conmigo 2
Sueña conmigo 2: Sigue Soñando  es el segundo álbum musical de la telenovela juvenil de Nickelodeon Latinoamérica, Sueña conmigo. Fue lanzado en 15 de marzo del 2011 en Argentina. 
Este álbum contiene una versión CD con 14 canciones y una edición especial CD+ DVD con 18 videoclips musicales, en el que contiene los 5 videoclips del primer álbum y 13 videoclips de las galas de Soy tu super star. Además incluyéndose al tracklist del CD un tema inédito de Brenda Asnicar.

## Lista de canciones: CD
El CD contiene 14 canciones con los temas del reality de la serie, "Soy tu Super Star".
| N.º | Tema                                      | Intérprete (s)                        | Comentario      |
| --- | ----------------------------------------- | ------------------------------------- | --------------- |
| 1   | "Hagas lo que hagas"                      | Brenda Asnicar                        | Tema individual |
| 2   | "Déjame Entrar [Gala Japón]"              | Eiza González                         | Tema individual |
| 3   | "Mundo Imperfecto [Gala Motorock]"        | Eiza González                         | Tema individual |
| 4   | "Chicas Buenas [Gala Fashion]"            | Eiza González                         | Tema individual |
| 5   | "Como Decirte Que Te Quiero [Gala Nieve]" | Eiza González                         | Tema individual |
| 6   | "Razones [Gala Futurista]"                | Eiza González                         | Tema individual |
| 7   | "Si Pudiera [Gala Nieve]"                 | Vanesa Gabriela Leiro                 | Tema individual |
| 8   | "Y Ahora [Gala Hippie]"                   | Eiza González                         | Tema individual |
| 9   | "Yo Lo Vi Primero [Gala Pop]"             | Eiza González y Vanesa Gabriela Leiro | Tema a dúo      |
| 10  | "Es el Click [Gala París]"                | Eiza González                         | Tema individual |
| 11  | "Amor Mío [Gala Vampiros]"                | Eiza González                         | Tema individual |
| 12  | "Nada Que No Sepas [Gala Halloween]"      | Vanesa Gabriela Leiro                 | Tema individual |
| 13  | "Que Me Amas [Gala Venecia]"              | Eiza González                         | Tema individual |
| 14  | "Tu Color [Gala Bollywood]"               | Eiza González                         | Tema individual |

## Lista de videoclips: DVD
El DVD contiene 18 videoclips, de los cuales 5, son los videoclips de canciones correspondientes al álbum anterior, y los 13 restantes, son videos musicales de las galas de "Soy tu Super Star". 
| N.º | Videoclip                    | Intérprete                            | Comentario               |
| --- | ---------------------------- | ------------------------------------- | ------------------------ |
| 1   | "Sueña conmigo"              | Elenco de Sueña conmigo               | Videoclip de sencillo    |
| 2   | "Cuando yo te vi"            | Eiza González y Santiago Ramundo      | Videoclip de sencillo    |
| 3   | "Soy tu super star"          | Eiza González                         | Videoclip de sencillo    |
| 4   | "Como perro y gato"          | Eiza González                         | Videoclip de sencillo    |
| 5   | "Hablan de mí"               | Brenda Asnicar                        | Videoclip de sencillo    |
| 6   | "Amor mío"                   | Eiza González                         | Videoclip Gala Vampiros  |
| 7   | "Yo lo vi primero"           | Eiza González y Vanesa Gabriela Leiro | Videoclip Gala Pop       |
| 8   | "Tu color"                   | Eiza González                         | Videoclip Gala Bollywood |
| 9   | "Nada que no sepas"          | Vanesa Gabriela Leiro                 | Videoclip Gala Japón     |
| 10  | "Razones"                    | Eiza González                         | Videoclip Gala Futurista |
| 11  | "Dejame entrar"              | Eiza González                         | Videoclip Gala Japón     |
| 12  | "Como decirte que te quiero" | Eiza González                         | Videoclip Gala Nieve     |
| 13  | "Si pudiera"                 | Vanesa Gabriela Leiro                 | Videoclip Gala Nieve     |
| 14  | "Y ahora"                    | Eiza González                         | Videoclip Gala Hippie    |
| 15  | "Que me amas"                | Eiza González                         | Videoclip Gala Venecia   |
| 16  | "Chicas buenas"              | Vanesa Gabriela Leiro                 | Videoclip Gala Motorock  |
| 17  | "Es el click"                | Eiza González                         | Videoclip Gala París     |
| 18  | "Mundo imperfecto"           | Vanesa Gabriela Leiro                 | Videoclip Gala Vampiros  |

## Premios y nominaciones
| Año  | Premiación     | Categoría                                        | Nominado        | Resultado |
| ---- | -------------- | ------------------------------------------------ | --------------- | --------- |
| 2012 | Premios Gardel | Mejor Álbum Banda de Sonido de Cine / Televisión | Sueña Conmigo 2 | Nominados |